# 張璞 (弘治進士)
張璞（1475年—1514年），字中美，湖廣武昌府江夏縣人，軍籍，明朝官员。

## 生平
弘治十一年（1498年）戊午科湖廣鄉試第五十名舉人。弘治十八年（1505年）中式乙丑科會試第六十二名，三甲第八十七名進士。初授赞皇县知县。正德二年（1507年）任歸安縣知縣，四年十一月召為福建道監察御史。正德八年（1513年），出按雲南，鎮守中官梁裕貪橫，張璞裁抑，從而被誣陷，被逮捕入詔獄，死于獄中。
明世宗嗣位，追贈太僕寺少卿，賜祭葬。

## 家族
曾祖張彥斌；祖父張華；父張景賢。前母孫氏；母羅氏；繼母陳氏。永感下。兄张玺、张璧。